# Durand Bernarr
Durand Bernarr est un auteur-compositeur-interprète et producteur américain, connu notamment pour son travail en tant que choriste auprès d'Erykah Badu. En 2019, il arrive en finale du télécrochet The Next Big Thing, sur BET. Il sort son deuxième album, Wanderlust, en 2022.

## Biographie

### Enfance et influences musicales
Originaire de Cleveland, dans l'Ohio,, Durand Bernarr est le fils unique d'une professeure de musique et coach vocale et d'un ingénieur du son ayant travaillé pour des artistes tels que Jay-Z, Beyonce, Rihanna, Jill Scott ou Whitney Houston. Enfant, il fréquente l'église où sa mère dirige un chœur de gospel, une musique qui l'inspire énormément. Parmi ses autres influences, Durand Bernarr cite Erykah Badu, Rick James et Little Richard.
À l'âge de 16 ans, il accompagne son père sur une tournée d'Earth, Wind & Fire en tant qu'assistant de production.

### Carrière musicale
Durand Bernarr se lance en musique en 2008, quand il commence à poster des vidéos dans lesquelles il chante et danse, ainsi que des reprises de Kanye West, Amy Winehouse et Gnarls Barkley, sur YouTube. En 2009, il sort sur Bandcamp sa première mixtape, alcoholharmony: The MixT@pe, d'après le pseudonyme qu'il porte alors, constituée de chansons originales ainsi que de versions enregistrées en studio de ses reprises les plus populaires sur YouTube.
Un an plus tard, en 2010, Durand Bernarr sort son premier EP, 8ight: The Stepson of Erykah Badu, une compilation de reprises et medleys de chansons d'Erykah Badu,. Après un échange sur Twitter, cette dernière lui propose d'intégrer son groupe Nedda Stella en tant que choriste, ce qu'il fait en 2011. Depuis, il continue régulièrement de tourner avec elle.
En novembre 2012, Durand Bernarr sort un EP de chants de Noël intitulé Extra Stankin' Christmas. D'autres albums suivent, qui ne sortent sous aucun label, mais directement sur des plateformes de streaming musical.
En 2016, il sort l'EP Sound Check, dont le premier single, Around, est illustré d'un clip.
En 2019, Durand Bernarr participe au télécrochet The Next Big Thing, sur BET. S'il ne remporte pas l'émission, il termine néanmoins en finale.
L'année suivante, en septembre 2020, il sort DUR& (prononcer Durand), un premier album qui « montre une nouvelle fois son incroyable capacité à monter dans les aigus comme D'Angelo et à descendre dans les fréquences graves et groovy de Nate Dogg lors de nombreux instants rappés », selon Lucas Aubry, pour Numéro.
En 2022, peu de temps après avoir terminé son Step Into My Office Tour, Durand Bernarr sort son deuxième album, Wanderlust, dont le titre se réfère à l'album Wanderland, de la chanteuse Kelis, l'un de ses albums préférés. Dans la foulée, il annonce repartir en tournée pour le Wanderlust Tour en février et mars 2023. À la fin de celle-ci, il joue son premier Tiny Desk Concert grimé en Bobby Proud, ses musiciens également déguisés en d'autres personnages de la série Cool Attitude.

## Vie privée
Résidant actuellement à Los Angeles, en Californie, Durand Bernarr se définit comme queer,.

## Discographie

### Albums studio
- DUR& (2020)
- Wanderlust (2022)

### EP
- 8ight: The Stepson of Erykah Badu (2010)
- Extra Stankin' Christmas (2012)
- Sound Check (2016)
- Unblocked (2019)

### Mixtape
- alcoholharmony: The MixT@pe (2009)

### Singles
- A.M. Phone Calls (2014)
- Below (2014)
- Fly on the Wall (2016)
- FNF (Sour Diesel Remix) (2018)
- Face Ass Vibe (2020)